# Zapora Bansagar
Zapora Bansagar – zapora i elektrownia wodna na rzece Son w dorzeczu Gangesu, zlokalizowana w dystrykcie Shahdol stanu Madhya Pradesh w Indiach. 
Plany powstania zapory sięgają 1956 roku. Powstanie zapory stanowi efekt umowy podpisanej w 1973 roku między władzami indyjskich stanów Madhya Pradesh, Uttar Pradesh i Bihar. Zgodnie z porozumieniem wspomniane obszary miały ponieść koszty budowy obiektu w proporcji 2:1:1. Prace nad budową zapory rozpoczęte zostały 14 maja 1978 roku, a ukończenie projektu nastąpiło 25 września 2006 roku. 
Całkowita długość zapory wynosi 1020 metrów, a jej największa wysokość 67 metrów. Powstanie zapory umożliwiło irygację rozległch obszarów stanów 
Madhya Pradesh (2490 km²), Uttar Pradesh (1500 km²) i Bihar (940 km²). Funkcjonująca w ramach zapory elektrownia wodna o mocy  425 MW zaopatruje w energię elektryczną mieszkańców stanu Madhya Pradesh.   
Konsekwencją powstania zapory stało się częściowe bądź całkowite zatopienie 336 wsi i przesiedlenie z miejsca dotychczasowego zamieszkania ponad 143 tysięcy osób.